# Congresso universale di esperanto del 1910
Il Congresso universale di esperanto del 1910, il sesto, si svolse a Washington, negli Stati Uniti d'America. I partecipanti furono 357, da 20 paesi; tra di essi era presente anche Ludwik Lejzer Zamenhof, l'ideatore dell'esperanto. 

Tra i delegati presenti c'era anche un rappresentante ufficiale del Ministero Russo del Commercio e dell'Industria, l'esperantista A. A. Postnikov.

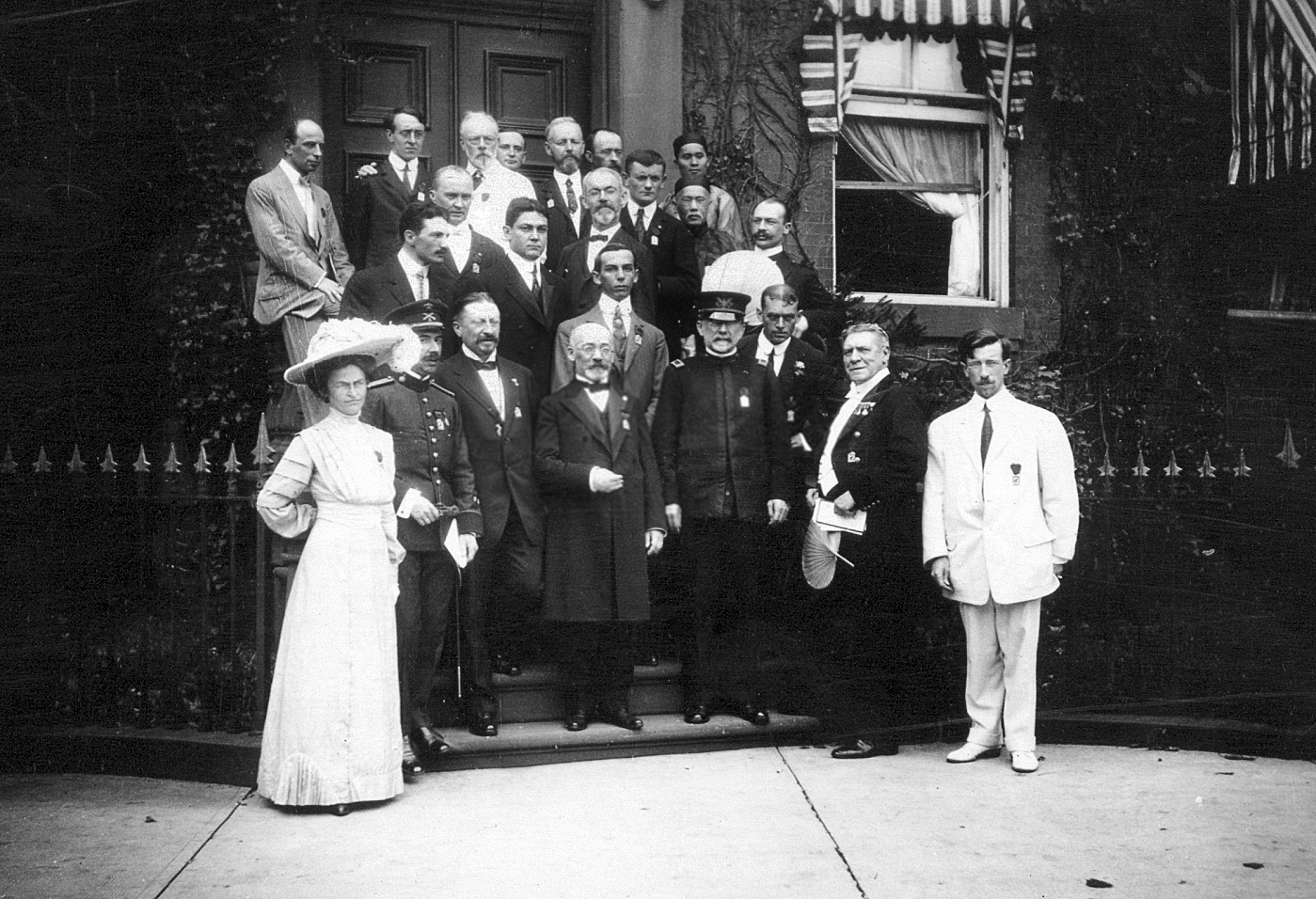
Alcuni partecipanti del Congresso del 1910

Durante il Congresso si tenne la prima riunione della Universala Ligo.

## Opere teatrali presentate
- Come vi piace di William Shakespeare, da parte di attori professionisti nel giardino della Bristol School.